# Oiseaux (recueil de poèmes)
Pour les articles homonymes, voir Oiseau (homonymie).
Oiseaux est un recueil de poèmes de Saint-John Perse dont la première publication – avec des lithographies de Georges Braque – sous le titre initial de L'Ordre des oiseaux est faite en juin 1962 aux éditions Au vent d'Arles, puis sous son titre définitif à La Nouvelle Revue française en décembre 1962 et enfin l'année suivante aux éditions Gallimard.

## Écriture et publication du recueil
|                                                                |  |  |
| Le « compagnonnage » entre Saint-John Perse et Georges Braque. |  |  |

Ce recueil de poèmes est le résultat de l'initiative, en janvier 1962, des éditeurs François et Janine Crémieux qui contactèrent Saint-John Perse pour que ce dernier réalise les textes d'un livre de lithographies de Georges Braque consacrées aux oiseaux, ouvrage publié à l'occasion de la célébration des quatre-vingts ans du peintre. Saint-John Perse, enthousiasmé par le projet qu'il considère comme un « compagnonnage » – en raison de l'estime qu'il porte à l'homme et au peintre, rencontré à deux reprises (en 1958 et en 1961) –, finit de rédiger, en mars 1962 à Washington, les derniers poèmes d'un projet antérieur déjà avancé. Le livre paraît initialement dans une édition de luxe à tirage limité (150 exemplaires) en juin 1962 sous le titre L'Ordre des oiseaux avec douze lithographies de Georges Braque (tirées chez le graveur Aldo Crommelynck).
Avec l'accord des éditeurs pour que les droits d'auteur du recueil lui soient laissés à des fins de publication séparée, Saint-John Perse fait paraître en décembre 1962 ses poèmes dans La Nouvelle Revue française sous le titre de Oiseaux, puis en octobre de l'année suivante l'ensemble du recueil aux éditions Gallimard.

Le recueil Oiseaux, qui fait partie du « cycle provençal » de l'auteur, présente en épigraphe une citation latine de Aulus Persius Flaccus (dit « Perse »), extraite de ses Satires : 

« ...Quantum non milvus oberret
...Plus que ne couvre le vol d'un milan »

— Aulus Persius Flaccus, Satires, livre IV. 5,26.

## Structure du recueil
- I. L'oiseau, de tous nos consanguins...
- II. Les vieux naturalistes française...
- III. Toutes choses connues du peintre...
- IV. De ceux qui fréquentent l'altitude...
- V. Pour l'oiseau schématique à son point de départ...
- VI. L'heure venue de la libération...
- VII. Rien là d'inerte ni de passif...
- VIII. Oiseaux, et qu'une longue affinité...
- IX. D'une parcelle à l'autre du temps partiel...
- X. Gratitude du vol !...
- XI. Tels sont les oiseaux de Georges Braque...
- XII. Ce sont les oiseaux de Georges Braque...
- XIII. Oiseaux, lances levées...

## En musique
La compositrice finlandaise Kaija Saariaho a donné à ses œuvres pour flûte Laconisme de l'aile (1982) et Aile du Songe (2001) des titres tirés d'Oiseaux, et intégré des extraits des poèmes dans les œuvres elles-mêmes, récités par le flûtiste dans son instrument, en plus d'autres techniques de jeu étendues qui permettent d'évoquer le souffle du vent. Ces deux œuvres ont été réunies en 2002 dans un CD conçu par la compositrice, où elles se trouvent associées à des lectures de poèmes d'Oiseaux en français et en anglais. Coutumière de Perse, Saariaho a également intitulé une autre de ses œuvres Amers, en référence au recueil du poète.

## Éditions
- L'Ordre des oiseaux en collaboration avec Georges Braque pour les illustrations, éditions Au vent d'Arles, 1962.
- Oiseaux, La Nouvelle Revue française, décembre 1962.
- Oiseaux, coll. « Blanche », éditions Gallimard, 1963.
- Amers suivi de Oiseaux et de Poésie – Allocution au banquet Nobel du 10 décembre 1960, coll. « Poésie » no 53, éditions Gallimard, 1970. 171 p.  (ISBN 9782070302482).
- Œuvres complètes, Bibliothèque de la Pléiade, éditions Gallimard, 1972, 1424 p.  (ISBN 9782070107360).